# Leo C. Young
Pour les articles homonymes, voir Young.
Leo Crawford Young (12 janvier 1891 - 16 janvier 1981) était un ingénieur en électronique américain qui a à son actif de nombreuses réalisations au cours d'une longue carrière au Laboratoire de recherche navale des États-Unis. Autodidacte, il est particulièrement connu pour sa participation à la petite équipe qui développa le premier système radar de ce pays.

## Biographie
Leo C. Young a grandi sur une ferme près de Van Wert (Ohio). Bien que son éducation formelle ait cessé avec son diplôme de l'école secondaire, il s'intéressait à la technologie de la radio et construit son premier récepteur à cristal à l'âge de 14 ans. Il a appris le code Morse, construit rapidement un émetteur à étincelles et joignit les rangs des radioamateurs dans les premiers balbutiements de ce nouveau média. Faisant valoir sa maîtrise du Morse, il obtint un emploi en tant que télégraphiste ferroviaire et en 1913, il se joignit la section télécommunications de la Réserve navale des États-Unis où il mit sur pied la station centrale de contrôle de leur réseau amateur,

### Début de carrière
La Réserve navale fut activée au début de l'implication des États-Unis dans la Première Guerre mondiale en 1917. Young fut alors affecté au bureau des communications du district à Great Lakes, Illinois, où Albert H. Taylor était le directeur. Taylor était également un opérateur de radio amateur et se prit d'amitié pour Young qui se traduisit par une relation personnelle et professionnelle pour le reste de leurs vies. En 1918, Taylor fut envoyé à l'ancienne station de communications de la Compagnie Marconi à Belmar, New Jersey, pour diriger le système de communication transatlantique de la US Navy, puis au Aircraft Radio Laboratory (ARL) de la Marine à Anacostia district de Columbia. À chaque fois, Taylor s'arrangea pour que Young le suive et en 1919, les deux redevinrent des civils mais restèrent à l'ARL.
L'un des projets de Young de l'ARL consistait à développer la modulation d'amplitude pour les émetteurs radio, permettant ainsi de remplacer l'usage du code Morse. Pour tester l'équipement, il a commencé à diffuser de la musique et de courtes informations en utilisant les lettres d'appel NSF. En 1922, il a été étendu sa programmation pour inclure les activités du Congrès des États-Unis, y compris une allocution du président Warren G. Harding. Ce travail devenant très accaparant sur ses activités régulières à l'ARL, l'opération de radiodiffusion fut transférée à Radio Virginia, le service de radio navale d'Arlington en Virginie, au début de 1923.
Le Laboratoire de recherche navale (NRL) fut inauguré en juillet 1923, à Bellevue district de Columbia, près d'Anacosia, absorbant l'ARL. Taylor fut alors nommé surintendant de la Division Radio avec Young comme assistant. Au cours de la décennie suivante, Young joua un rôle majeur dans la plupart des premiers développements radiophoniques au LNR, y compris leur expérience de haute fréquence en 1925 qui permit de communiquer entre Radio Virginia et un navire de la marine américaine en Australie à 16 000 km de là.

### Développement du radar américain
En 1922, Taylor et Young effectuaient des mesures avec un émetteur situé à l'ARL et un récepteur sur la rive opposée du fleuve Potomac. Lors du passage d'un navire, ils notèrent une réflexion du signal et Taylor informa ses supérieurs que ça pouvait être utilisé pour la détection des navires mais aucun suite ne fut autorisé. C’était la première expérience à noter une détection de cible depuis Christian Hülsmeyer en 1904.
Durant la même période, Gregory Breit et Merle A. Tuve de la Carnegie Institution de Washington étudiait les caractéristiques de l'ionosphère (appelée alors couche de Kennelly-Heaviside) avec un émetteur construit au NRL. Ils vinrent demander à Young de leur construire un émetteur pour déterminer la distance à la couche et celui-ci leur suggéra d'utiliser la modulation par impulsions, la hauteur pouvant être déterminée à partir du temps écoulé entre les impulsions émises et reçues. En 1925, Breit et Tuve ont utilisé l'appareil de Young pour déterminer que la hauteur de l'ionosphère, soit entre 90 et 200 km. Ceci était une étape vers la conception du radar.
En 1930, Lawrence A. Hyland, un autre membre de l'équipe de Taylor à Great Lakes, testait une antenne et observa l'interférence produite  par un aéronef qui passait dans le faisceau. S'étant rappelés de l'observation de 1922, Taylor et Young soumirent un rapport intitulé « Signaux radio-écho provenant d'objets en mouvement » et suggérèrent à nouveau que cela pourrait être utilisé à des fins de télédétection. Le rapport fit lentement son chemin à travers la bureaucratie de Washington et au début de 1932 fit transmis aux Laboratoires du Signal Corps de l'Armée américaine où il est frappé à un mur.
Taylor a convaincu alors le directeur du NRL d'autoriser un projet mineur, financé par des fonds internes, sur la télédétection par interférences. Au début de 1934, Young suggéra d'essayer un émetteur pulsé à la suite du peu de succès des premiers essais en onde entretenue, semblable à celui construit plus tôt pour Breit et Tuve. Ceci fournirait non seulement une puissance de crête plus élevée mais le temps entre les impulsions émises et reçues pourrait être utilisé pour déterminer la distance à la cible. Robert Morris Page fut chargé par Taylor de construire un appareil expérimental pour tester ce concept. Page utilisa un émetteur pulsé et une antenne existante au sommet du bâtiment principal du LNR. Un récepteur, modifié recevoir les signaux pulsés, fut relié à une autre antenne à une certaine distance de l'émetteur. Les signaux transmis et reçus étaient affichés sur un oscilloscope commercial.
En décembre 1934, ce système détecta avec succès un avion en vol au-dessus du Potomac à une distance pouvant atteindre un 1,6 km. Bien que le signal affiché soit presque indistinct et que la portée soit faible, cela constitua une preuve du concept qui permit à Page, Taylor et Young d'être reconnus parmi les pionniers du radar (voir Histoire du radar). Grâce à ce succès, des fonds fut officiellement accordés en 1935 afin poursuivre la recherche et le développement du système. L'équipement de l'expérience fonctionnant à 60 MHz et nécessitant une antenne de fort diamètre, il était impraticable pour l'utilisation à bord des navires et le système suivant adopta une fréquence 200 MHz, limite pour les tubes émetteurs et autres composants à ce moment-là, ce qui permit de réduire considérablement la taille de l'antenne (la taille de l'antenne étant inversement proportionnelle à la fréquence).
Young et Page développèrent aussi une autre composante essentielle des radars modernes le duplexeur, un interrpteur qui permet d'utiliser une seule antenne pour l'émission et la réception. En avril 1937, ils mirent ensemble les résultats de leurs expériences et innovations pour produire le premier radar opérationnel des États-Unis, désigné par le nom de code XAM. Après les tests, il fut mis en production et fit son apparition sur des navires de la US Navy en mai 1940 (l'acronyme RADAR fut utilisé la première fois à cette occasion comme nom de code de cette technologie).

### Après la Seconde Guerre mondiale
Young poursuivit sa carrière au NRL jusqu'en 1961. Il mourut le 16 janvier 1981 à Forestville (Maryland),.

## Reconnaissance
Leo C. Young reçu plusieurs honneurs pour son travail au Naval Research Laboratory, :
- Le certificat de mérite présidentiel des mains du président Harry S. Truman en 1946 ;
- Prix Navy Distinguished Civilian Service Award décerné par le département de la Marine en 1958.

En reconnaissance des contributions de Young dans le domaine de la radio, il a reçu, :
- La médaille Stuart Ballantine de l'Institut Franklin en 1957 ;
- Un certificat d'or de 50 ans de la Quarter-Century Wireless Association en 1966.

M. Young était Fellow de l'Association américaine pour l'avancement des sciences et de l'Institut des ingénieurs électriciens et électroniciens. Il était aussi membre de la Research Society of America et de la Society of Photographic Engineers.